# La Folie du Docteur Tube
La Folie du Docteur Tube er en fransk stumfilm fra 1915.

## Medvirkende
- Séverin-Mars som Dr Tube
- Albert Dieudonné